# Brudekjolen
Brudekjolen er en dansk stumfilm fra 1912 produceret af Filmfabrikken Skandinavien efter manuskript af Johanne Madsen. Filmens instruktør er ukendt.

## Handling
Elisabeth, en fattig slægtning til "den gamle nåde" elsker Hugo, som ventes hjem fra rejse. Hendes rivalinde, etatsrådens datter, har bedre kort på hånden, men ved et selskab til ære for Hugo forelsker han sig i Elisabeth, selv om hun har måttet klæde sig i moderens gamle brudekjole. Hun havde ikke råd til en ny kjole. Etatsrådens datter bliver meget fornærmet og forlader selskabet sammen med faderen. De unge elskende finder sammen.

## Medvirkende
- Olga Svendsen, Den gamle nåde
- Mette Andersen, selskabsdamen
- Ludvig Nathansen, Hugo, Den gamle nådes søn
- Jørgen Lund, etatsråden
- Bertha Lindgreen, Etatsrådens datter
- Martha Olsen, Officersenken
- Alma Lagoni, Elisabeth, officersenkens datter
- Erik Winther, En tjener